# Motrines ezers
Motrines ezers este o arie protejată (arie specială de conservare — SAC, sit de importanță comunitară — SCI, arie de protecție specială avifaunistică — SPA) din Letonia întinsă pe o suprafață de 45,81 ha, integral pe uscat.

## Localizare
Centrul sitului Motrines ezers este situat la coordonatele 56°52′05″N 27°36′09″E / 56.868°N 27.6026°E.

## Înființare
Situl Motrines ezers a fost declarat arie de protecție specială avifaunistică în decembrie 2003 pentru a proteja 5 specii de plante și 2 specii de animale. Alte tipuri de protecție:
- sit de importanță comunitară (în mai 2004)
- arie specială de conservare (în mai 2004)[1][3][4]

## Biodiversitate
Situată în ecoregiunea boreală, aria protejată conține 6 habitate naturale: Lacuri eutrofice naturale cu vegetație de tip Magnopotamion sau Hydrocharition, Mlaștini turboase de tranziție și turbării mișcătoare, Mlaștini calcaroase cu Cladium mariscus și specii de Caricion davallianae, Păduri caducifoliate de mlaștină fino-scandinave, Mlaștini împădurite, Păduri aluvionare cu Alnus glutinosa și Fraxinus excelsior (Alno-Padion, Alnion incanae, Salicion albae).
La baza desemnării sitului se află mai multe specii protejate:
- plante (5): Hamatocaulis lapponicus, Hamatocaulis vernicosus, moșișoare (Liparis loeselii), dedițelul (Pulsatilla patens), ochii-șoricelului (Saxifraga hirculus)
- nevertebrate (2): Vertigo angustior, Vertigo geyeri

Pe lângă speciile protejate, pe teritoriul sitului au mai fost identificate 9 specii de plante.